# Le Suicide de Dorothy Hale
Le Suicide de Dorothy Hale est un tableau réalisé par la peintre mexicaine Frida Kahlo en 1939. Cette huile sur Isorel au cadre peint représente le suicide par précipitation de Dorothy Hale, une actrice et Ziegfeld Girl qui s'est jetée depuis une tour d'immeuble le 21 octobre 1938 à New York, dans l'État de New York, aux États-Unis.
Une commande de Clare Boothe Luce faite à l'artiste en mémoire de leur amie commune, la peinture présente une composition audacieuse éloignée de celle du portrait posthume traditionnel : elle figure la victime à plusieurs instants de sa chute fatale à travers des nuées, à chaque fois plus grande. Dans son quart inférieur, elle la montre finalement gisante dans sa robe noire sur le sol ensanglanté. Le tout est souligné par une inscription en lettres rouges détaillant en espagnol les circonstances de la mort représentée ainsi que de la création de l'œuvre.
De ce texte, Boothe Luthe fait disparaître son nom après avoir pensé à totalement détruire le tableau, qu'elle trouve trop peu révérencieux, mais dans lequel l'artiste voit quant à elle un retable pour une chapelle. Depuis un don anonyme, il est conservé au Phoenix Art Museum, à Phoenix, dans l'Arizona.